# A4 (format)
 (février 2025).
Si vous disposez d'ouvrages ou d'articles de référence ou si vous connaissez des sites web de qualité traitant du thème abordé ici, merci de compléter l'article en donnant les références utiles à sa vérifiabilité et en les liant à la section « Notes et références ».
Pour les articles homonymes, voir A4.

Formats A.

Utilisation de l'ISO A4 (bleu) et de lUS Letter (rouge).

Le A4 est le format de papier le plus fréquemment utilisé dans le monde. Il a pour dimension 210 × 297 mm.
Comme tous les formats de la norme ISO 216 dont il est issu, c'est un format rectangulaire dont les proportions sont conservées quand on le découpe parallèlement à son petit côté en deux parties égales. À ce titre le rapport de sa longueur sur sa largeur est de √2 avant arrondi de ses dimensions au millimètre.

## Description
Dans le nom « A4 », le « 4 » signifie que ses dimensions correspondent à une feuille A0 découpée 4 fois de suite en deux, c'est-à-dire qu'une feuille A0 se découpe en exactement 16 feuilles A4.
Le format A0 est conçu pour avoir, avant arrondi de ses dimensions au millimètre le plus proche, une surface d'un mètre carré et un rapport de la longueur sur la largeur égale à √2. Ce rapport longueur sur largeur est choisi pour rester identique à chaque fois qu'on coupe en deux ou plie une feuille perpendiculairement au grand côté. 
Par conséquent, le format A4 a un ratio longueur / largeur identique au A0, une surface théorique de (1⁄2 × 1⁄2 × 1⁄2 × 1⁄2) m2 = 1⁄16 m2 = 0,062 5 m2 = 625 cm2, et des dimensions théoriques de 2−9⁄4 × 2−7⁄4 m.
Dans la pratique, les dimensions des longueur et largeur sont données au millimètre, 210 × 297 mm pour le A4.
Le terme A4 est si répandu qu'on peut parler de « papier de format A4 » ou « papier A4 ».

## Histoire
Le format A4 a d'abord été défini par l'Institut allemand de normalisation (DIN 476, 1922), puis adopté comme standard national par de nombreux pays dont en 1967 la France, enfin en 1975 il est devenu à la fois la nouvelle norme de l'Organisation internationale de normalisation sous le nom d'ISO 216 et le format officiel des Nations unies. En France c'est entre-temps, vers 1970, qu'il s'est substitué, silencieusement mais rapidement et unanimement, au format 21 × 27 cm uniformément utilisé jusque-là pour le papier à lettre commercial ou privé comme pour les documents internes et externes des entreprises et administrations. En Allemagne, le format A4 est encore appelé « DIN A4 ».
Les États-Unis, le Canada, le Mexique, le Venezuela, les Philippines, le Chili et la Colombie utilisent un format différent : le US Letter, mesurant 215,9 × 279,4 mm (soit 8,5 × 11 pouces).